# Prčanj
Prčanj es una localidad de Montenegro perteneciente al municipio de Kotor en el suroeste del país.
En 2011 tenía una población de 1130 habitantes, de los cuales 535 eran étnicamente montenegrinos y 254 serbios.
Se ubica en las bocas de Kotor, en la costa que hay enfrente de Dobrota, unos 4 km al noroeste de la capital municipal Kotor.
La localidad históricamente recibía el nombre italiano de Perzagno, ya que desde la caída del Imperio romano estuvo habitada por latinos (dálmatas italianos). En los siglos XVI-XVII obtuvo un gran desarrollo por su buena ubicación marítima para la república de Venecia, que estableció aquí una de las principales oficinas de correos del país. En 1704 pasó a ser uno de los distritos municipales de la Albania veneciana. La localidad sufrió un fuerte declive tras las Guerras Napoleónicas, cuando el área pasó a pertenecer al Imperio austríaco.

## Demografía
La localidad ha tenido la siguiente evolución demográfica:
| Gráfica de evolución demográfica de Prčanj entre 1948 y 2003 |
|                                                              |